# RADIO SURPRISE!!
RADIO SURPRISE!!（レディオ サプライズ）は、bayfmで毎週月曜日から木曜日の午後に放送されていたラジオ番組である。

## 放送時間
- 毎週月曜日～毎週木曜日　13:00～15:51

祝日特番や年末のカウントダウン番組などによって放送休止する場合があった。

## DJ
- 門脇知子
  - 門脇が休暇をとったり、体調不良で出演できない時は以下のピンチヒッターが出演する。ピンチヒッター出演時は多くのジングルが差し替えられる。
    - 田中美和子
    - きゃんひとみ
    - 小島麻子
    - 酒井道代
    - 斉藤りさ
    - Roni

「MARIVE FUNKY SHUFFLE」の頃から昼の声であり、並行して同局・夜の「INTER X-PRESS」も担当していた門脇であるが、2013年2月に子宮頸がんに罹っている事を告白した。手術と療養のため翌月の1ヶ月間休養する旨を報告した。結局「RADIO SURPRISE!!」を降板し、復帰後は「INTER X-PRESS」のみ出演している。bayfmも「RADIO SURPRISE!!」の継続を断念し、後番組に松本ともこ（djmapi）を起用した「with you」が同年4月にスタートした。

## タイムテーブル
以下に書かれている部分以外は、おおむね曲をかけながらリスナーからのメールを紹介している。
- 13:00　番組オープニング
- 13:16　TRAFFIC UPDATES
- 13:19　RADIO PRO SHOPPER! （ムッシュ中島・バーバラ田所・リリアン原山）
  - 日本直販のラジオショッピング。門脇とともに商品を紹介する。
- 13:45　TRAFFIC UPDATES
- 13:54　WEATHER UPDATES

- 14:10　インフォマーシャル枠
- 14:15　TRAFFIC UPDATES
- 14:20　ゲストコーナー（ゲスト出演時のみ）
- 14:45　TRAFFIC UPDATES
- 14:57　UPDATES

- 15:04(火・木15:00)　曜日別コーナー
  - アイダ設計 SWEET HOME STYLE（月）
  - MEDICAL UPDATES（火）
  - YAMAZAKI SURPRISE JUKEBOX（水）
  - インターフェイス presents 3時のバンド伝説（木）
- 15:15　TRAFFIC UPDATES
- 15:18　RADIO PRO SHOPPER! （ムッシュ中島・バーバラ田所・リリアン原山）
- 15:30　MODERN LIVING COMFORT LIFE
- 15:45　TRAFFIC UPDATES
- 15:48　番組エンディング
  - 次番組「BAY LINE GO!GO!」のDJとクロストークを行う。

| ベイエフエム 月 - 木 13:00 - 16:00 | ベイエフエム 月 - 木 13:00 - 16:00 | ベイエフエム 月 - 木 13:00 - 16:00 |
| 前番組                             | 番組名                             | 次番組                             |
| ---------------------------------- | ---------------------------------- | ---------------------------------- |
| FUNKY FACTORY                      | RADIO SURPRISE!!                   | with you                           |